# Scutellum (anatomia)
Scutellum (l. mn. scutella) – element szkieletu owadów, wchodzący w skład grzbietowej części tułowia.
Scutellum stanowi część alinotum (grzbietowej części segmentu skrzydłotułowia) położoną za scutum. Zwykle oddzielona jest od scutum za pomocą V-kształtnego szwu skutoskutellarnego. Ma zwykle postać zesklerotyzowanej płytki. Ogólnie scutellum określa się mianem zatarczki. Scutellum śródplecza to mesoscutellum, a scutellum zaplecza do metascutellum.
W przypadku wielu rzędów owadów termin scutellum może być używany w węższym znaczeniu. U muchówek i pluskwiaków nazwą scutellum określa się tylko część śródplecza, czyli mesoscutellum, nazywane w tym przypadku tarczką. U chrząszczy termin ten bywa zawężany do exoscutellum, czyli widocznej z zewnątrz środkowej części scutellum śródplecza.
U wielu błonkówek scutellum określana jest część alinotum za szwem transskutalnym, która nie odpowiada dokładnie scutellum większości owadów.